# Fiume azzurro
«Fiume azzurro» (с итал. — «Голубая река») — песня, записанная итальянской певицей Миной для её двадцать пятого студийного альбома Cinquemilaquarantatre 1972 года.

## О песне
Автором текста песни является Луиджи Альбертелли, музыки — Энрико Риккарди. Песня была записана на студии La Basilica в Милане. Аранжировка и продюсирование — Пино Прести.
Впервые песня прозвучала в одном из выпусков программы «Teatro 10» (текст немного отличался от альбомного варианта), затем была повторена в другом выпуске. Песня также была выпущена как промосингл, точнее как сплит, где на второй стороне была помещена песня группы Logan Dwight — «Logan Dwight». Мина также выбрала песню для исполнения в клубе «Компас» 16 сентября 1972 года, когда был записан концертный альбом Dalla Bussola.
Также был снят рекламный ролик лимонада Tassoni для программы «Carosello» с использованием композиции.
«Fiume azzurro» появляется на таких сборниках как Del mio meglio n. 2 (1973), Evergreens (1974) и Del mio meglio n. 6 — Live (1981), а телевыступление с «Teatro 10» — на видеоальбоме Gli Anni Rai 1972—1978.

## Чарты
| Чарт (1972)              | Высшая позиция |
| ------------------------ | -------------- |
| Италия (Musica e dischi) | 22             |

## Версия Моники Наранхо
В 2000 году испанская певица Моника Наранхо записала испаноязычный кавер на песню под названием «Sobreviviré» (с исп. — «Я выживу») для своего третьего альбома Minage, который в свою очередь представлял собой трибьют Мине. Автором адаптированного текста стал Хосе Мануэль Наварро, а продюсером записи — Фил Манзанера.
26 февраля 2000 года песня была отправлена на испанские и мексиканские радиостанции, а 13 марта был выпущен макси-сингл с ремиксами. Синглу удалось дебютировать с первого же место в испанском чарте, он стал первым чарттоппером певицы, всего же песня провела на вершине четыре недели. И сингл, и альбом одновременно находились на вершине национального чарта.
Со временем песня приобрела статус ЛГБТ-гимна.

### Версии и ремиксы
Promo CD-Single (SAMPCS 8020)
1. «Sobreviviré» — 4:57

Promo CD-Single (CDP 14311)
1. «Sobreviviré» — 4:57
2. «Sobreviviré» (Brian Rawling/Gragam Stack Remix) — 4:05

Promo CD-Single (PRCD 98014)
1. «Sobreviviré» — 4:57
2. «Sobreviviré» (Brian Rawling — Graham Stack Remix Edit) — 4:05
3. «Sobreviviré» (Edit Version) — 4:57
4. «Sobreviviré» (Brian Rawling mix Edit Version) — 4:05

Promo CD-Single Exa FM (PRCD 98014)
1. «Sobreviviré» — 4:57
2. «Sobreviviré» (Graham Stack club mix) — 4:05
3. «Sobreviviré» (Edit Version) — 4:57
4. «Sobreviviré» (Brian Rawling Edit Version) — 4:05

Remixes Maxi-CD (EPC 669186 2)
1. «Sobreviviré» (Brian R. Remix club mix) — 4:05
2. «Sobreviviré» (Pumpin' Dolls radio edit) — 4:42
3. «Sobreviviré» — 4:57
4. «Sobreviviré» (Pumpin' Dolls armaggedon club mix) — 9:20
5. «If you leave me now» — 3:34

Remixes Vinyl (EPC 669186 6)
- Первая сторона:

1. «Sobreviviré» (B. Rawling club mix) — 4:05
2. «Sobreviviré» (Pumpin' Dolls radio edit) — 4:42
3. «Sobreviviré» — 4:57

- Вторая сторона:

1. «Sobreviviré» (Pumpin' Dolls armaggedon club mix) — 9:20
2. «If you leave me now» — 3:34

### Чарты

#### Еженедельные чарты
| Чарт (2000)          | Высшая позиция |
| -------------------- | -------------- |
| Испания (PROMUSICAE) | 1              |

#### Годовые чарты
| Чарт (2000)          | Позиция |
| -------------------- | ------- |
| Испания (PROMUSICAE) | 6       |